# اچ‌ام‌اس ایرسیستیبل (۱۸۹۸)
اچ‌ام‌اس ایرسیستیبل (۱۸۹۸) (به انگلیسی: HMS Irresistible (1898)) یک کشتی بود که طول آن ۴۱۱ فوت (۱۲۵٫۳ متر) بود. این کشتی در سال ۱۸۹۸ ساخته شد.
این کشتی در طی جنگ جهانی اول و در برخورد بایک مین دریایی غرق شد.